# Поддубье (Удомельский район)
Поддубье — деревня в Удомельском городском округе Тверской области. 

## География
Деревня расположена на берегу озера Молдино в 26 км на юго-восток от города Удомля.

## История
В 1791 году в селе была построена каменная Покровская церковь с 2 престолами, метрические книги с 1782 года.
С 1819 и до своей гибели, в собственном имении при селе, проживал известный художник Алексей Гаврилович Венецианов
В конце XIX — начале XX века село входило в состав Поддубской волости Вышневолоцкого уезда Тверской губернии.
С 1929 года деревня являлась центром Поддубского сельсовета Удомельского района Тверского округа Московской области, с 1935 года — в составе Калининской области, в 1936 — 1960 годах — в составе Брусовского района, с 1994 года — в составе Молдинского сельского округа, с 2005 года — в составе Молдинского сельского поселения, с 2015 года — в составе Удомельского городского округа.

## Население
| 1859 | 2002 | 2010 |
| ---- | ---- | ---- |
| 62   | ↘5   | ↗6   |